# Juan de Jesús Montilla
Pour les articles homonymes, voir Montilla.
Juan de Jesús Montilla est un professeur et homme politique vénézuélien mort le 11 juillet 2011. Professeur à la faculté vétérinaire de l'université centrale du Venezuela, il a été ministre de l'Agriculture et de l'Élevage entre 1999 et 2000 dont il assure la fusion celui de l'Industrie légère et du Commerce pour former le ministre de la Production et du Commerce. Il a également été ambassadeur du Venezuela en Chine entre 2000 et 2002.

## Biographie
Sa disparition en 2011, provoque l'hommage attristé du président Hugo Chávez qui le décrit comme un « sage, un grand patriote ».